# Дзіґідері
Дзіґідері (груз. ძიგიდერი) — село в Грузії.
За даними перепису населення 2014 року в селі проживає 138 осіб.